# Ifrane nationalpark
Ifrane Nationalpark er en nationalpark i bjergkæden Mellematlas i Marokko. Den dækker et areal på 500 km². Meget af parken er skov med Atlas-Cedertræer. Ifrane nationalpark er et af de få tilbageværende leveområder for berberabe (Macaca sylvanus); denne primat havde historisk en meget større udbredelse i Nordafrika, men findes nu kun i stærkt begrænsede og fragmenterede habitater og er opført som sårbar på IUCN's Rødliste over truede dyr.